# Stefanie Birkelbach
Stefanie Birkelbach (* 2. Mai 1967 in Weidenau) ist eine ehemalige deutsche Skilangläuferin.

## Werdegang
Birkelbach, die für den TuS Erndtebrück startete, trat international erstmals bei den Junioren-Skiweltmeisterschaften 1987 in Asiago in Erscheinung. Dort belegte sie den 18. Platz über 5 km klassisch und den siebten Rang mit der Staffel. Bei den nachfolgenden Nordischen Skiweltmeisterschaften 1987 in Oberstdorf errang sie den 24. Platz über 5 km klassisch und den 12. Platz mit der Staffel. Im folgenden Jahr belegte sie bei den Olympischen Winterspielen in Calgary den 45. Platz über 20 km Freistil, den 43. Rang über 5 km klassisch und den 11. Platz zusammen mit Karin Jäger, Birgit Kohlrusch und Sonja Bilgeri in der Staffel. Bei deutschen Meisterschaften siegte sie 1987 und 1989 mit der Staffel des Westdeutschen Skiverbands. Ihre Schwester Simone Birkelbach war ebenfalls als Skilangläuferin aktiv.